# William McManus
William Telemachus McManus (* 1780 in Brunswick, New York; † 18. Januar 1835 ebenda) war ein US-amerikanischer Jurist und Politiker. Zwischen 1825 und 1827 vertrat er den Bundesstaat New York im US-Repräsentantenhaus.

## Werdegang
William Telemachus McManus wurde während des Unabhängigkeitskrieges in Brunswick geboren und wuchs dort auf. Er erhielt eine wissenschaftliche Ausbildung. Dann studierte er Jura. Seine Zulassung als Anwalt erhielt er 1817 und begann dann in Troy zu praktizieren. Zwischen 1815 und 1818 war er als Vormundschafts- und Nachlassrichter (surrogate) im Rensselaer County tätig und zwischen 1818 und 1821 als Bezirksstaatsanwalt. Politisch gehörte er der Adams-Fraktion an.
Bei den Kongresswahlen des Jahres 1824 für den 19. Kongress wurde McManus im neunten Wahlbezirk von New York in das US-Repräsentantenhaus in Washington, D.C. gewählt, wo er am 4. März 1825 die Nachfolge von James L. Hogeboom antrat. Da er auf eine erneute Kandidatur im Jahr 1826 verzichtete, schied er nach dem 3. März 1827 aus dem Kongress aus.
Nach seiner Kongresszeit ging er wieder seine Tätigkeit als Anwalt nach. Er betätigte sich 1832 als Bodenspekulant. In diesem Zusammenhang war er einer der Mitbegründer der Galveston Bay and Texas Land Company. 1833 ging er zusammen mit seinem Sohn Robert und seiner Tochter Jane sowie einer Gruppe von deutschen Siedlern nach Texas, das damals noch Teil von Mexiko war. Das Vorhaben scheiterte, als sich die deutschen Siedler weigerten nach Matagorda weiter zu gehen. Daraufhin kehrte er 1834 mit seiner Tochter nach Brunswick zurück, wo er bald danach am 18. Januar 1835 verstarb. Sein Sohn Robert blieb in Texas und wurde ein wohlhabender Pflanzer.

## Familie
William Telemachus McManus war der Sohn von Mary (1751–1834) und Hugh McManus (1747–1826). Er heiratete am 24. Februar 1805 Catharina Wheeler Coons (1784–1839), Tochter von Elizabeth Wheeler und Philip Coons, in Greenbush (New York). Das Paar hatte vier gemeinsame Kinder:
- Philip Coens William Telemachus McManus (* 30. Mai 1805 in Wynantskill, New York; † 12. September 1883 in Troy, New York)
- Jane Maria Eliza McManus (* 6. April 1807 in Brunswick, New York; † 10. Dezember 1878)
- Nicholas Wheeler Hugh McManus (* 30. September 1808 in Brunswick, New York; † 12. Februar 1813)
- Robert Orson Williams McManus (* 12. Dezember 1812 in Troy, New York; † 11. Dezember 1885).